# Комаккьо
Комаккьо (італ. Comacchio) — муніципалітет в Італії, у регіоні Емілія-Романья,  провінція Феррара.
Комаккьо розташоване на відстані близько 320 км на північ від Рима, 75 км на схід від Болоньї, 50 км на схід від Феррари.
Населення — 22 166 осіб (2022).
Покровитель — святий Іван Касіян.

## Галерея зображень

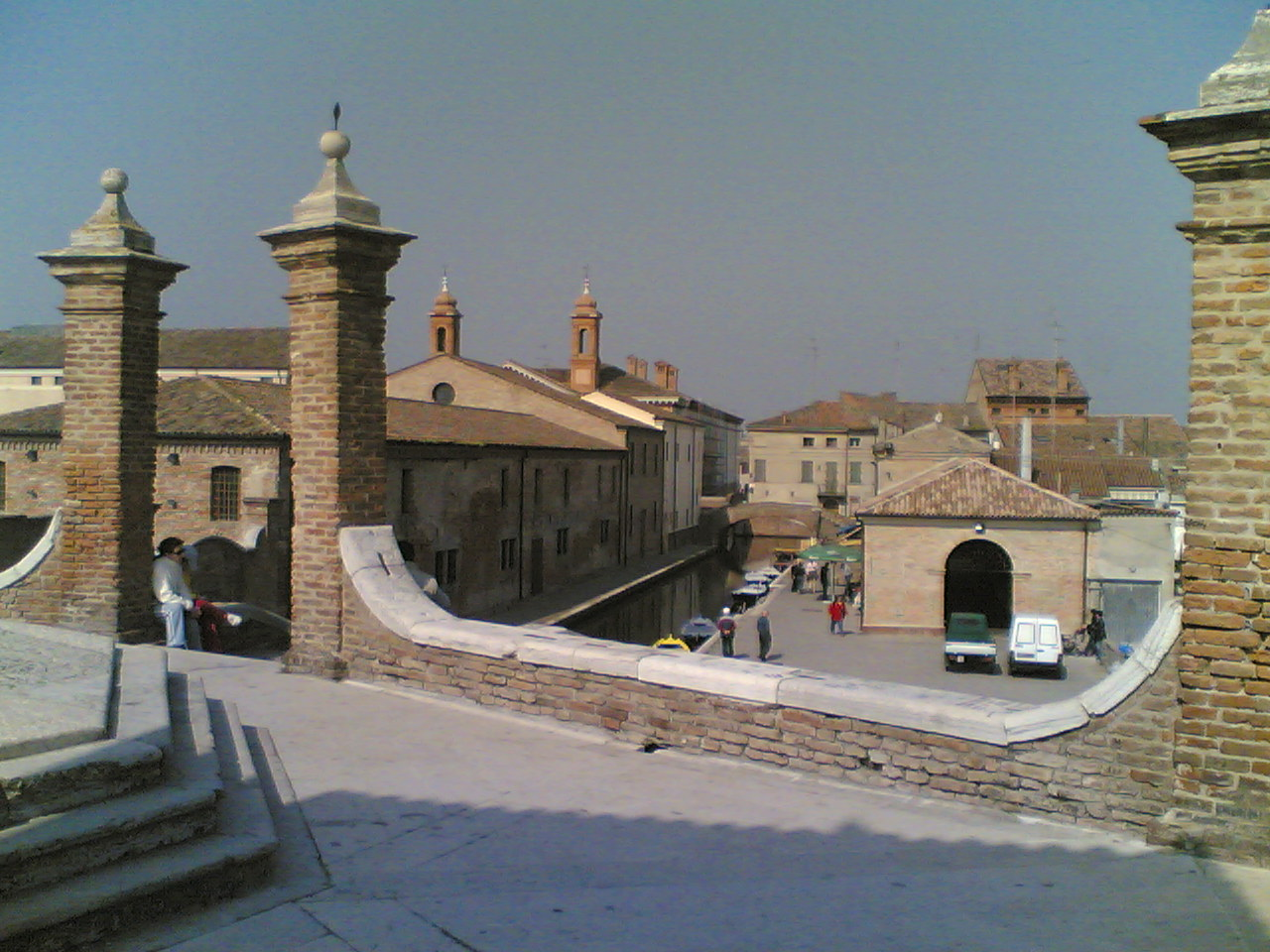
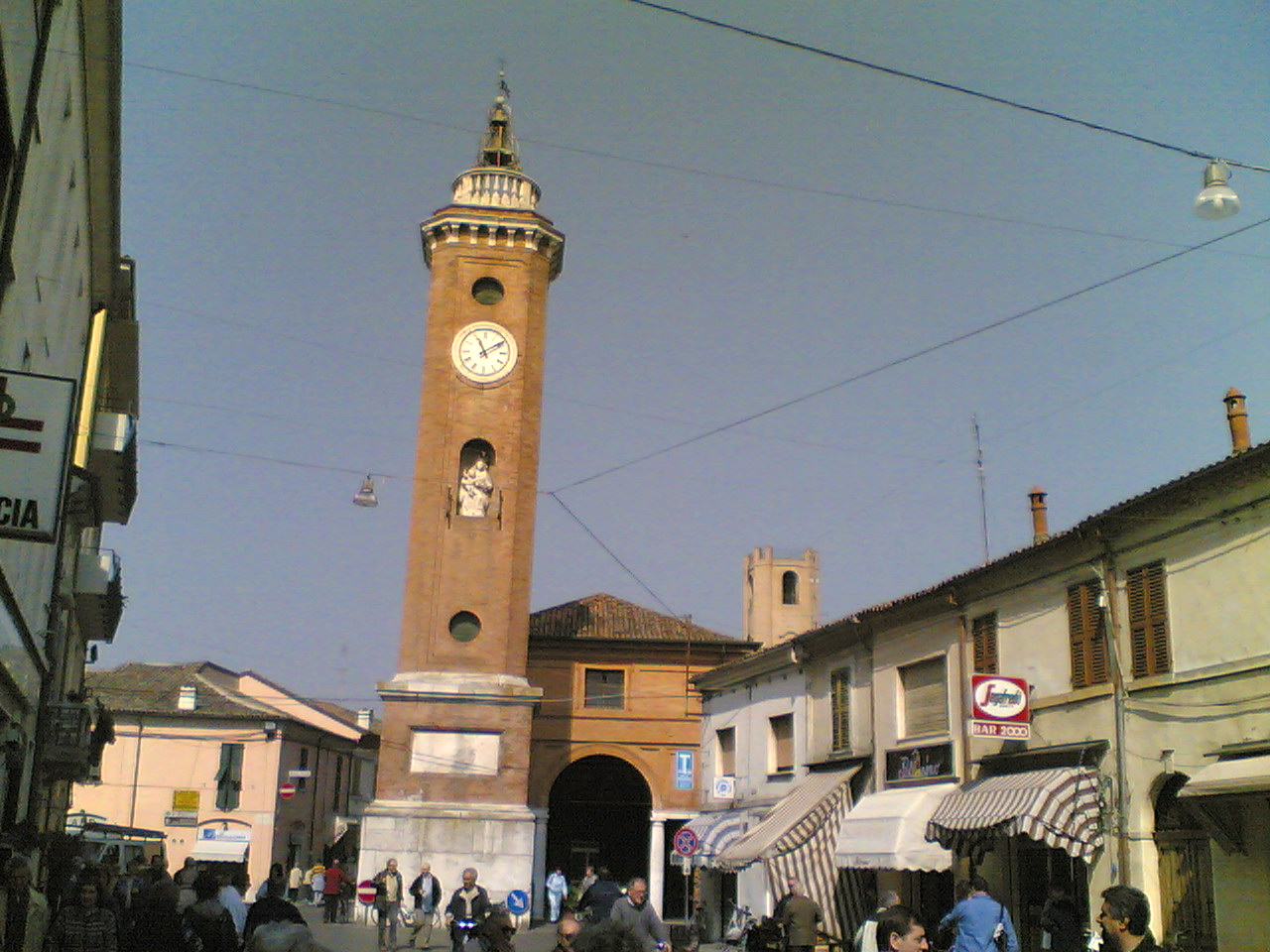
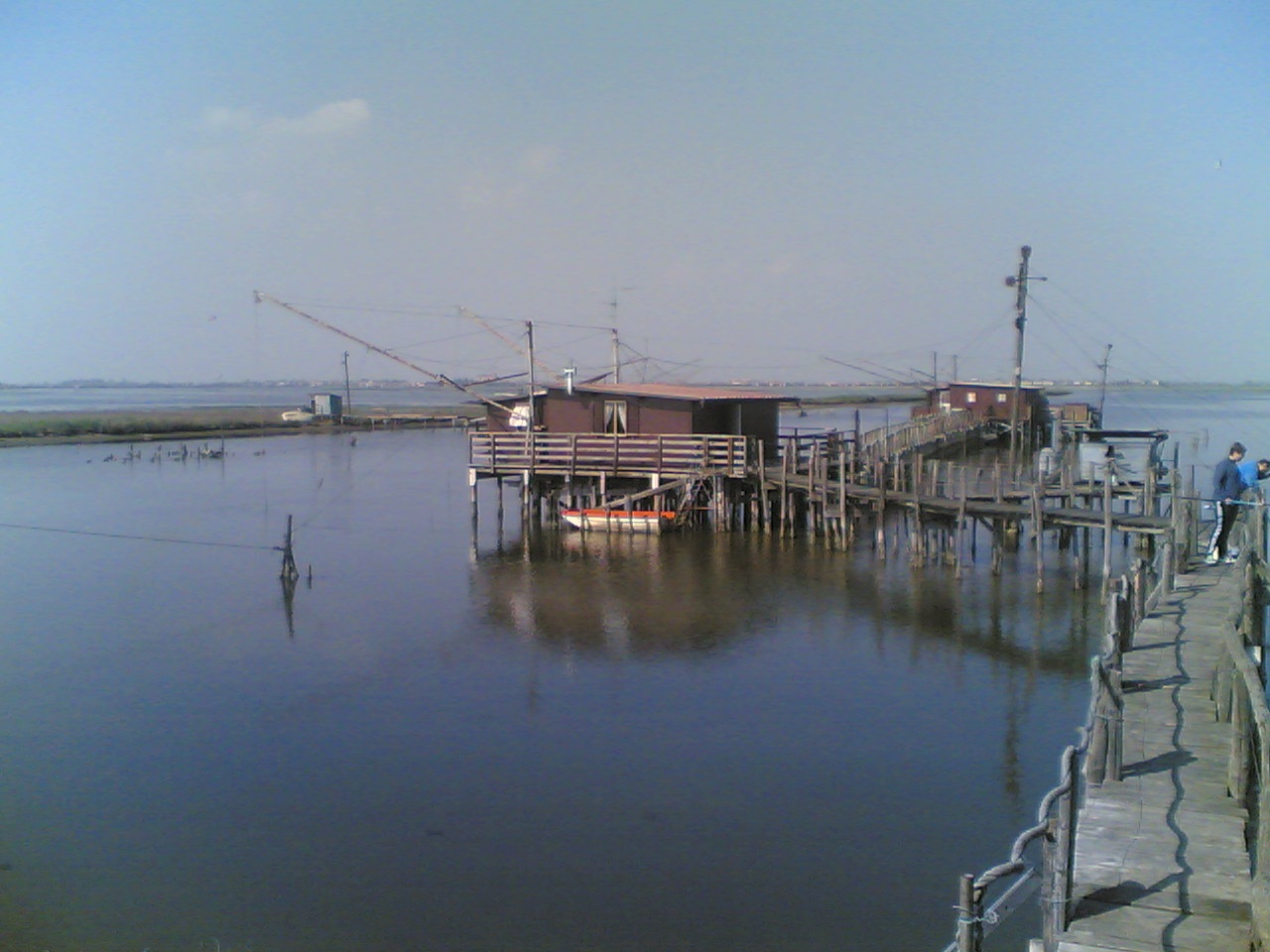
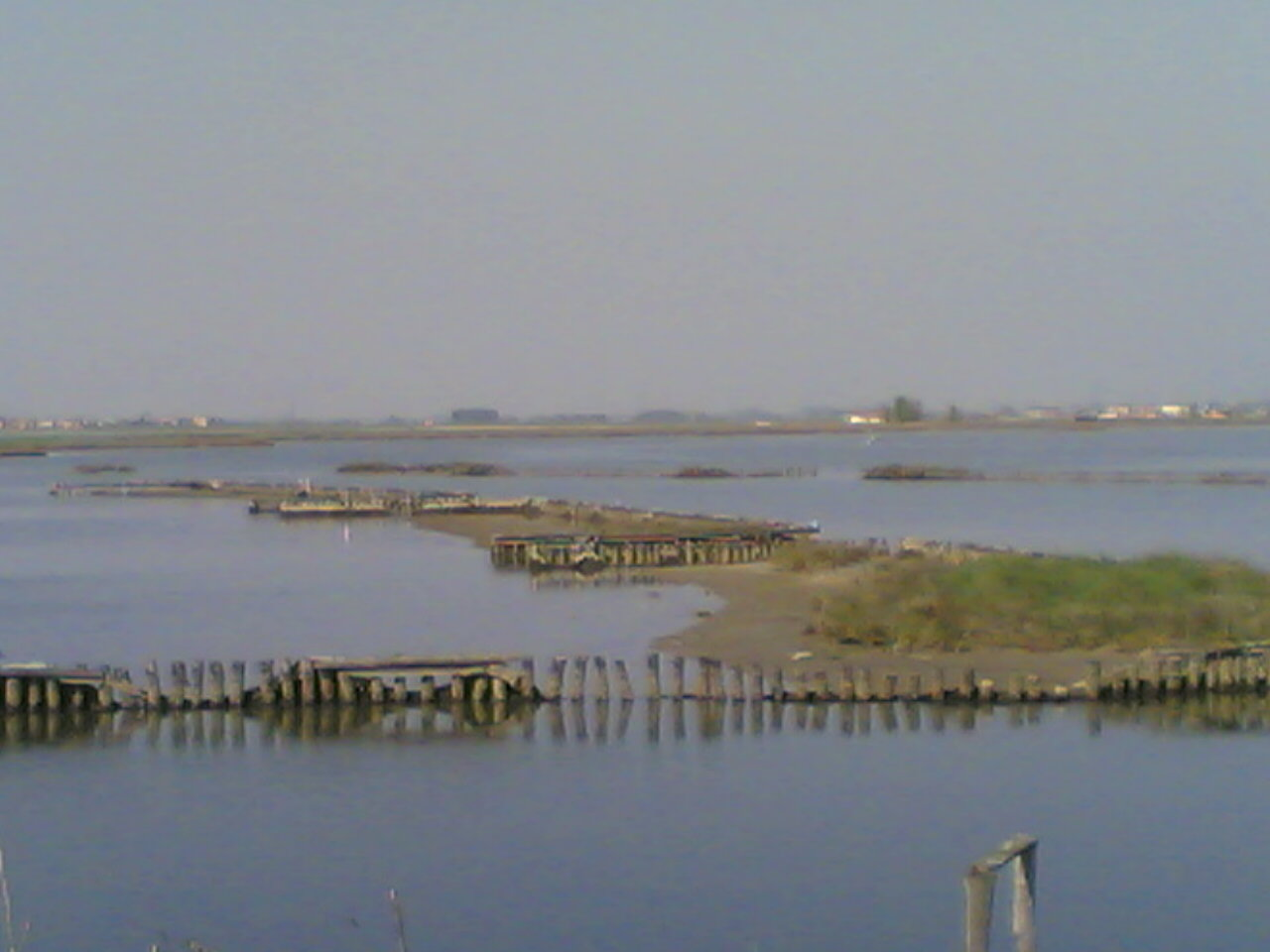
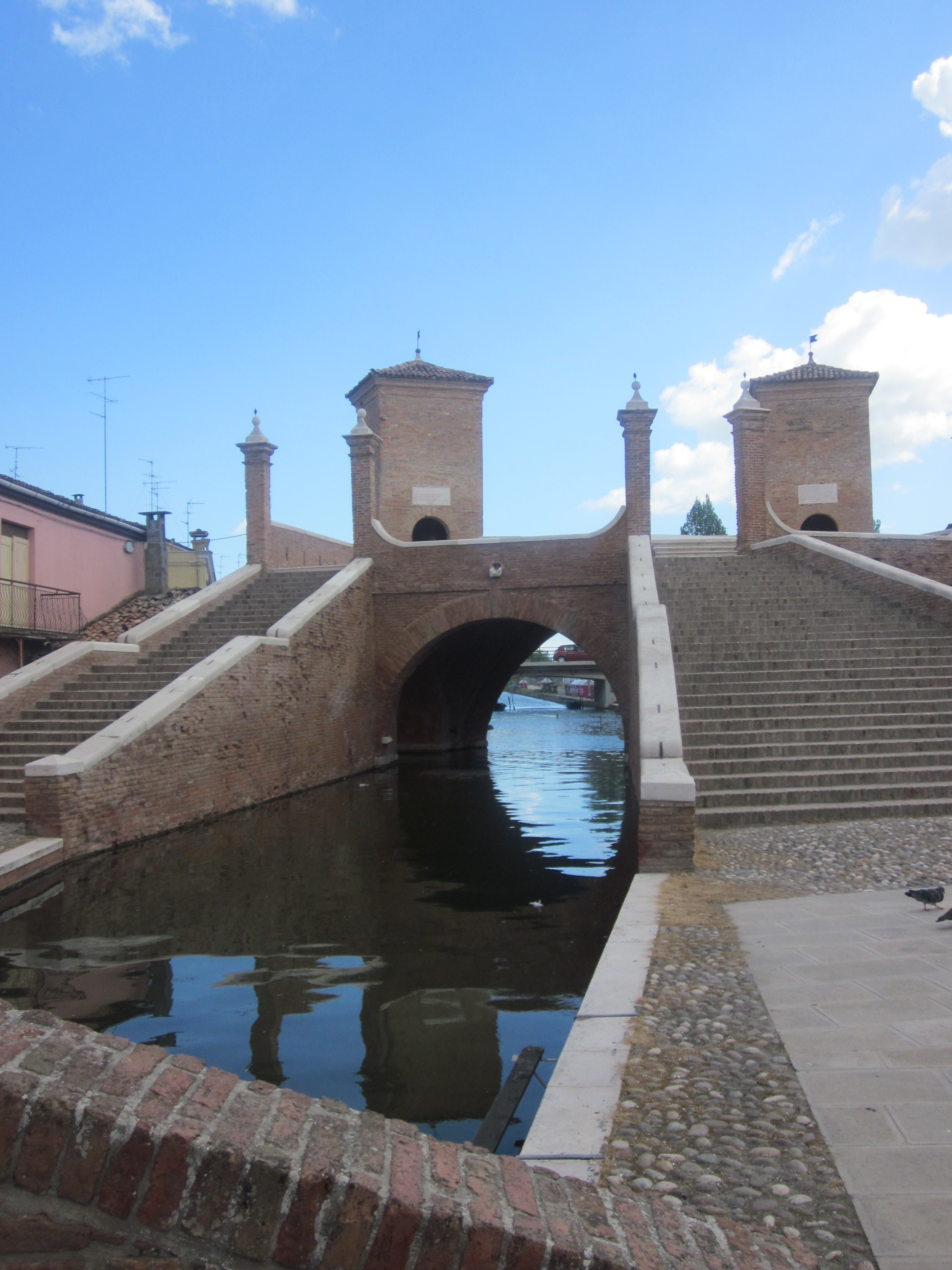
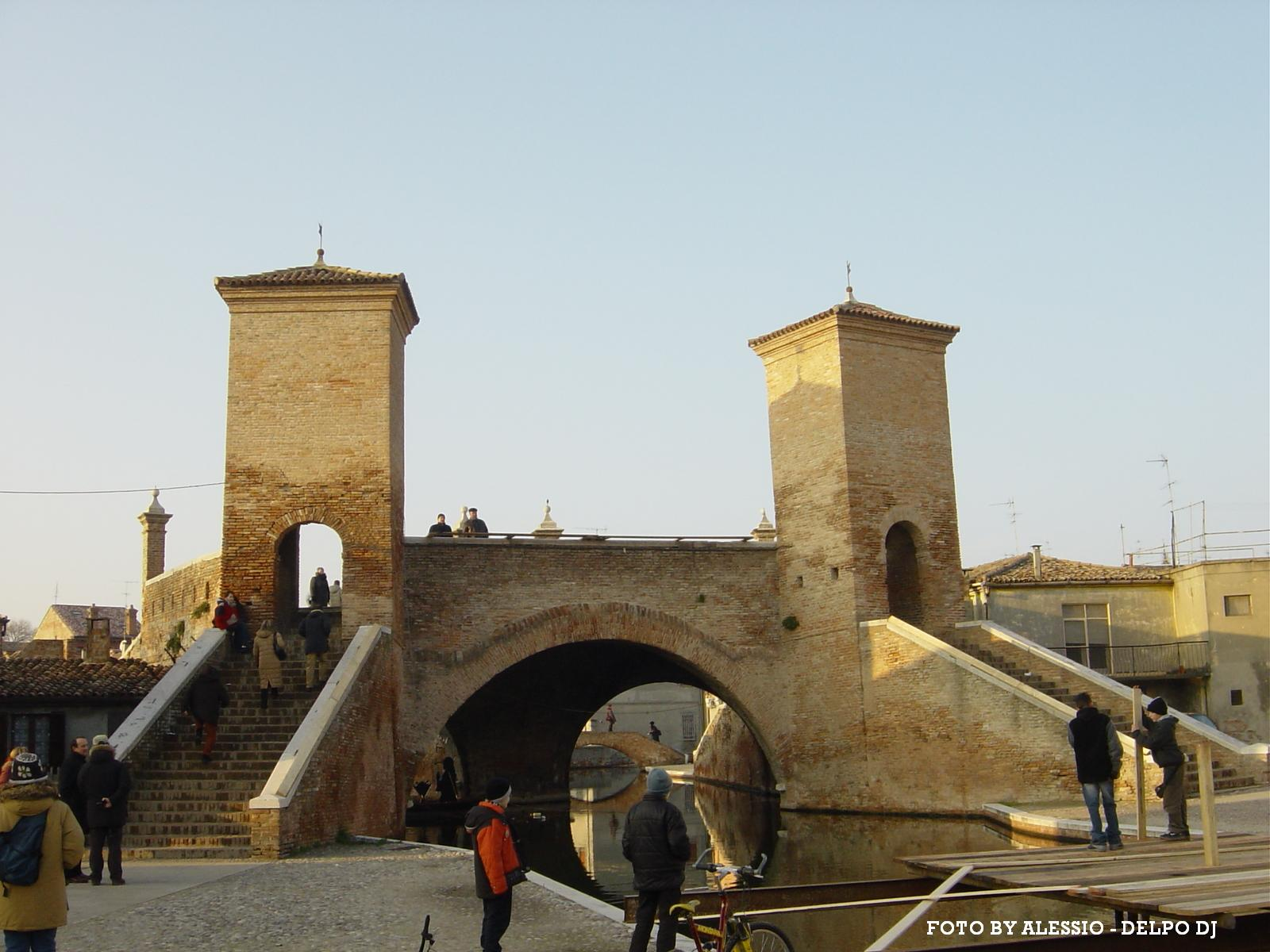

## Демографія
Населення за роками:

Станом на 1 січня 2023 року в муніципалітеті офіційно проживало 1326 іноземців з 69 країн, серед них 441 громадянин країн Євросоюзу та 132 громадяни України.

## Сусідні муніципалітети
- Арджента
- Кодігоро
- Лагозанто
- Остеллато
- Портомаджоре
- Равенна